# Guerra do Contestado
Der Contestado-Aufstand, portugiesisch Guerra do Contestado (deutsch auch: Contestado-Bewegungen, englisch Contestado War, Contestado Rebellion), war ein Guerilla-Krieg um Land in Brasilien zwischen der brasilianischen Staatspolizei und Rebellen vom Oktober 1912 bis August 1916.
Der Konflikt ging um eine Region im Süden von Brasilien, die reich an Holz und an Mate-Strauch-Plantagen ist. Sie wurde als „Contestado“ bezeichnet, weil die Bundesstaaten Paraná und Santa Catarina, sowie Argentinien Anspruch auf das Gebiet erhoben. Anlass waren soziale Konflikte, die vor Ort zu Ungehorsam führten und sich gegen die vorherrschende Landverteilung richtete. Vor allem die ansässigen Caboclos waren von Ungerechtigkeiten betroffen. Der Konflikt war aber auch von religiösem Fanatismus durchzogen, der sich in messianischem Gedankengut und dem Glauben der Caboclos niederschlug, dass sie in einen Religionskrieg verstrickt seien.

## Hintergrund

### Gesellschaftliche Stellung von Mönchen
Die Ursprünge der Guerra do Contestado werden verständlich, wenn man die Stellung von drei Mönchen betrachtet. Der erste von ihnen, der Bekanntheit erlangte, war João Maria, ein gebürtiger Italiener, der von 1844 bis 1870 durch das Gebiet zog, predigte und Kranke besuchte. Er führte ein einfaches Leben und seine Ethik und sein Lebensstil zogen tausende Anhänger an. Manche Quellen sagen, er sei 1870 verstorben. Tatsächlich aber verließ er Brasilien 1852. Er wanderte durch Mexiko, Kuba und Kanada und wurde im April 1869 in Mesilla, New Mexico USA, getötet.
Auch ein zweiter Mönch nahm den Namen João Maria an. Sein ursprünglicher Name war Atanás Marcaf, möglicherweise mit syrischen Wurzeln. Er trat bei der Revolução Federalista 1893 in die Öffentlichkeit; er gehörte der Maragato-Faction an und vertrat klare und messianische Ansichten. Er veröffentlichte sogar Prophezeiungen über die politischen Ereignisse seiner Zeit und bewegte sich in der Region zwischen dem Rio Iguaçu und dem Río Uruguay. Einige seiner Anhänger warteten sogar auf seine Auferstehung nach seinem Verschwinden 1908.
Das Warten endete 1912, als ein dritter Mönch in die Öffentlichkeit trat. Er war zunächst als Kräuterheiler bekannt und hatte sich unter dem Namen José Maria de Santo Agostinho vorgestellt. Die Polizei von Palmas bezeichnete ihn dagegen als Deserteur, der unter dem Namen Miguel Lucena de Boaventura wegen Vergewaltigung verurteilt sei.
Da seine Herkunft unbekannt war und er ein ehrenhaftes Leben führte, war es für ihn ein leichtes, die Bewunderung der Menschen und ihr Vertrauen zu gewinnen. Ihm wurden mehrere Wunder zugeschrieben: Die Auferweckung einer jungen Frau (die möglicherweise nur einen Starrkrampf erlitten hatte) und die Heilung der Frau von Colonel Francisco de Almeida. Aber er erlangte umso größeren Zuspruch, als er Land und Geld ablehnte, das ihm der dankbare Colonel anbot.
Seit diesem Ereignis wurde José Maria als Heiliger angesehen. Methodisch vorgehend und gut organisiert, unterschied er sich deutlich von anderen Heilern. er konnte lesen und schreiben und verzeichnete in seinen Notizbüchern die medizinischen Eigenschaften der Pflanzen, die in der Region zu finden sind. Mit Erlaubnis des Colonel Almeida richtete er auf der Ranch eines Vorarbeiters die „farmácia do povo“ (Apotheke der Armen) ein, wo er Medizinpflanzen aufbewahrte und von Menschen aufgesucht wurde, die medizinische Hilfe benötigten.

### Eisenbahn

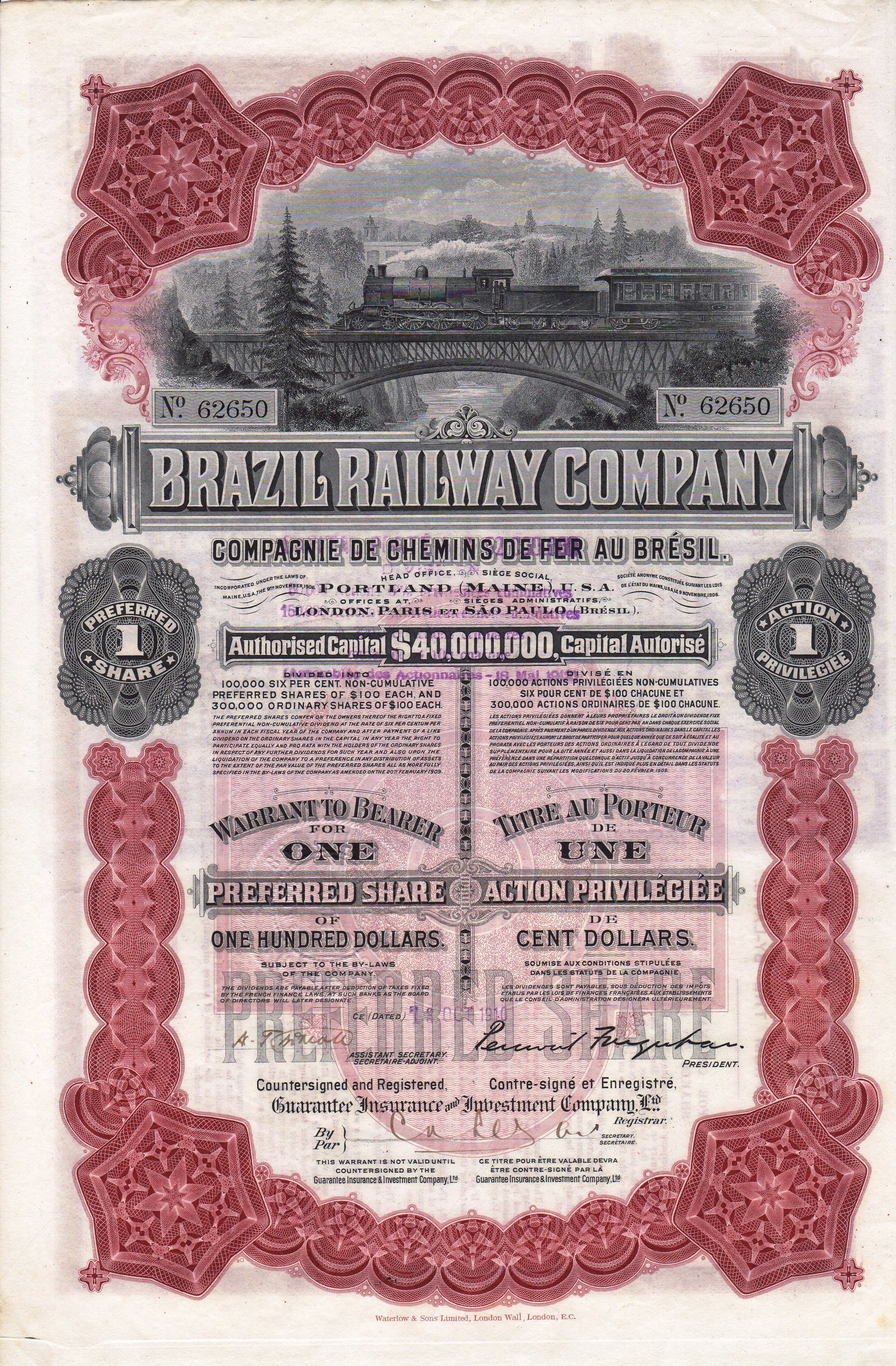
Vorzugsaktie der Brazil Railway Company vom 13. Oktober 1910; unterschrieben vom Präsidenten Percival Farquhar

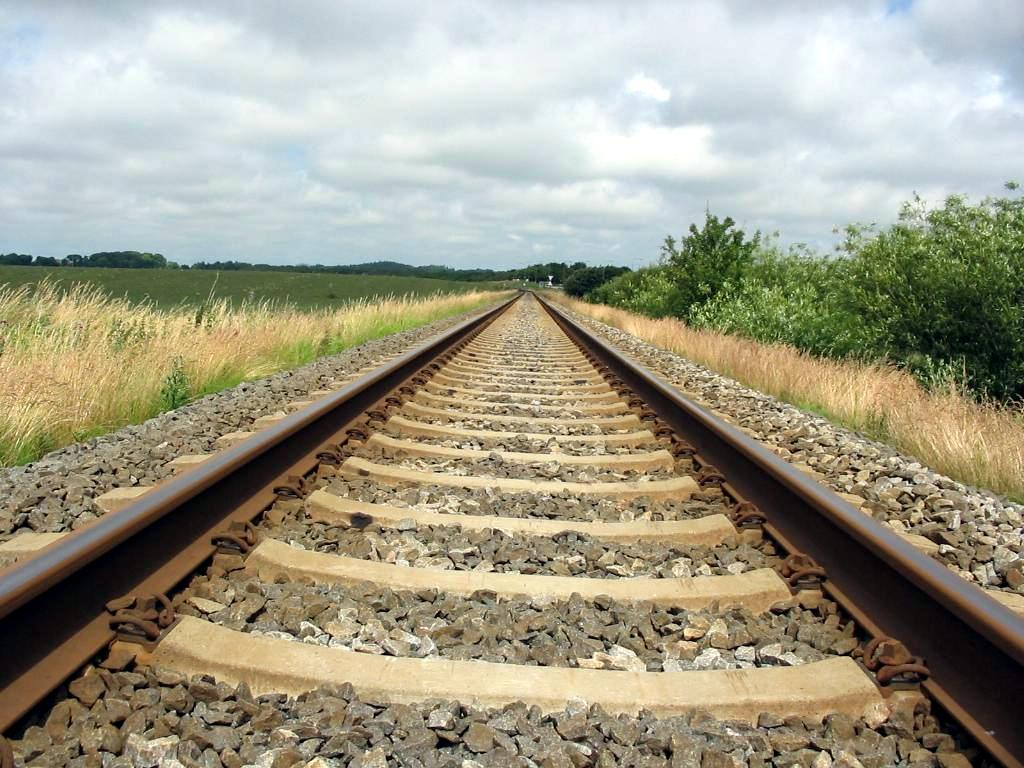
Die Eisenbahn, ein Auslöser der Guerra do Contestado.

Eine ausländische Gesellschaft wurde damit beauftragt, die Eisenbahn zu bauen, die 1890 von dem Ingenieur João Teixeira Soares begonnen worden war. Diese Bahnlinie sollte São Paulo und Santa Maria, im Bundesstaat Rio Grande do Sul, verbinden. Da Teixeira das Projekt nicht fortführen konnte, wurde die Verantwortung 1908 an die Brazil Railway Company vergeben, eine nordamerikanische Gesellschaft, die Percival Farquhar gehörte.
Neben dem Recht, die Eisenbahn zu bauen, erwarb die Gesellschaft auch das Nutzungsrecht für einen Streifen Land mit 15 km (9,32 mi) Breite auf jeder Seite des Bahndammes. Die Gesellschaft beanspruchte also rechtmäßig einen großen Landstrich und bot den Anwohnern Arbeit während der Bauzeit der Eisenbahn.
Gleichzeitig ermöglichte dieses Arrangement einer weiteren Gesellschaft des Firmenverbunds (trust), der Southern Brazil Lumber & Colonization, das Holz in dem Gebiet zu vermarkten und später das Land wieder zu verkaufen.
Man schätzt, dass etwa 8.000 Männer für die Eisenbahn arbeiteten. Sie kamen aus den Großstädten Rio de Janeiro, Santos, Salvador und Recife und wurden von der Aussicht auf hohe Gehälter und verschiedene Vergünstigungen angezogen.
Als die Arbeiten abgeschlossen waren, blieben jedoch viele Menschen ohne Arbeit und Perspektive zurück. Sie hatten noch nicht einmal einen Ort zum Leben, weil das meiste Land entlang der Eisenbahn dem Trust gehörte.
Die Bauern, die durch die Bahngesellschaft enteignet worden waren, und die ehemaligen Bahnarbeiter schlossen sich zu einer Gemeinschaft unter der Führung von José Maria zusammen.

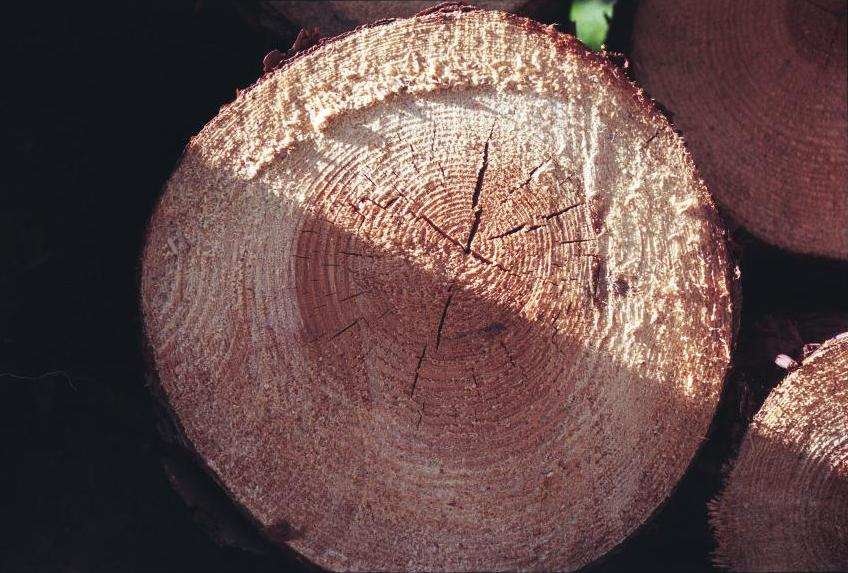
Holz war einer der Rohstoffe, die für die Guerra do Contestado von Bedeutung war.

Der „heilige Mönch“ José Maria führte eine Erhebung an gegen die junge Republik Brasilien (1889) und rief seine Gemeinschaft als autonomen Staat aus. Die Republik bezeichnete er als „Teufelsgesetz“ (Lei do diabo) und ernannte einen Bauern zum „Kaiser von Brasilien“. Er gründete die Gemeinschaft „Comunidade de Quadro Santo“ (Gemeinschaft vom Heiligen Bilde) und eine persönliche Schutztruppe aus 12 Männern, in Anlehnung an die Ritter von Karl dem Großen.
Bauern folgten ihm überall hin und gründeten weitere Siedlungen, die jeweils einem Heiligen als Patron geweiht waren, in der Hoffnung, auf diese Art ein „Himmlisches Königreich“ (Monarquia Celestial), ähnlich wie bei Antônio Conselheiro, zu gründen (Conselheiro war der messianische Anführer des Krieges von Canudos in Bahia in den 1890ern).
Die Popularität des Mönchs erreichte ihren Höhepunkt. Er wurde zu den Feierlichkeiten Senhor do Bom Jesus in Taquaruçu (heute: Curitibanos) eingeladen, wo er von 300 Anhängern begleitet wurde. Immer noch behandelte er Kranke mit Naturmedizin.
Beunruhigt durch die Entwicklungen in Taquaruçu und aus Angst vor einem Machtverlust rund um Curitibanos sandte Colonel Franciso de Albuquerque, ein Rivale von Almeida, ein Telegramm an die Staatshauptstadt mit der Bitte um Unterstützung gegen die „Rebellen, die eine neue Monarchie in Taquaruçu ausrufen“.

## Verlauf

### Erste Opfer

Flagge des Contestado.

Die brasilianische Regierung unter der Führung von Marschall Hermes Rodrigues da Fonseca, der auch in militärische Operationen in anderen Staaten verwickelt war, durch die politische Gegner beseitigt werden sollten, entschied Bundestruppen zu entsenden, um die Rebellion zu unterdrücken.
In Voraussicht des Kommenden brach José Maria sofort mit seinen Anhängern in die Stadt Irani auf. Zu dieser Zeit gehörte die Stadt behördlich zu Palmas im Gebiet des Staates Paraná. Da Paraná und Santa Catarina ungelöste Gebietsstreitigkeiten austrugen, betrachtete die Regierung von Paraná diese Massenbewegung als Angriff des Staates Santa Catarina, um Land zu besetzen und zu beanspruchen.
Damit begann der Krieg im Oktober 1912. Paraná entsandte ein Regiment der Militärpolizei von Paraná, um die „Invasoren“ zur Rückkehr nach Santa Catarina zu zwingen. Aber die Dinge entwickelten sich nicht so wie geplant. Es entspann sich eine blutiges Scharmützel zwischen den Regierungstruppen und den Anhängern des „Contestado“ beim Ort Banhado Grande. Am Ende der Schlacht waren auf beiden Seiten Dutzende Tote zu beklagen, und die Rebellen konnten ein großes Kontingent an Gewehren und Munition erbeuten. Unter den Getöteten waren auch der Colonel Gualberto João, der die Truppen befehligte, und Jose Maria, aber die Partisanen hatten ihren ersten Sieg errungen.
Jose Maria wurde von seinen Anhängern beerdigt, aber es wurde seine Auferstehung erwartet (Ähnlich wie bei Sebastian von Portugal).
Bestürzt über die Gewalttätigkeit des Konflikts, entsandte die Bundesregierung am 29. Dezember 1913 200 Soldaten der Bundestruppen. Einige Historiker setzen daher dieses Datum als Beginn des Krieges an.

### Weiterer Verlauf
Am 8. Februar 1914 entsandten Bundesregierung und Staatsregierungen weitere 700 Soldaten nach Taquaruçu, ausgerüstet mit Artillerie und Maschinengewehren. Caraguatá war ein etwas abgelegenerer Ort, an dem bereits 2.000 Siedler lebten. Die Anhänger in Caraguatá wurden von Maria Rosa angeführt, einem 15-jährigen Mädchen und Tochter von Eusébio Ferreira dos Santos, die die 6000-Mann starken Rebellentruppen nach dem Tod von José Maria führte.
Im März und Mai des Jahres wurden weitere Truppen entsandt, die jedoch alle scheiterten. Die staatliche Ordnung in der Region zerfiel schnell und die Bundesregierung ernannte General Carlos Frederico de Mesquita (einen Veteranen des Krieges von Canudos) einen neuen Feldzug gegen die Rebellen anzuführen. Er führte eine Attacke gegen das Dorf Santo Antônio, woraufhin die Rebellen flohen. Das Dorf Caraguatá, wo die Bundestruppen das erste Mal davon gejagt worden waren, wurde nun von Typhus heimgesucht. General Mesquita glaubte, dass die Rebellen endlich zerstreut seien und erklärte den Krieg für beendet.
Der Frieden war jedoch nur von kurzer Dauer. Schon bald reorganisierten sich die Rebellen bei Santa Maria und verstärkten ihre Angriffe: Sie eroberten den Bahnhof von Calmon und brannten ihn nieder; sie zerstörten das Dorf „São João“ (heute: Matos Costa), attackierten Curitibanos und bedrohten Porto União, worauf die Einwohner flohen. es gab Gerüchte, dass sie auch die Stadt Ponta Grossa erobern würden und sogar die Vorstellung, dass sie bis nach Rio de Janeiro marschieren würden. Zu dieser Zeit kontrollierten die Rebellen ein Gebiet von 25.000 km² Größe.
Die Bundesregierung ernannte General Setembrino de Carvalho als Führer der nächsten Operation. Im September 1914 führte er 7.000 Soldaten an mit dem Befehl, die Rebellion um jeden Preis zu unterdrücken und den Frieden wiederherzustellen. Setembrino sandte eine Ankündigung an die Rebellen, in der er garantierte, dass das Land an diejenigen zurückgegeben würde, die sich freiwillig ergaben. Er kündigte jedoch auch eine harte, schonungslose Behandlung derer an, die weiterhin an der Rebellion teilnahmen.

### Strategiewechsel und Kriegsende
An diesem Punkt wurde Deodato Manuel Ramos („Adeodato“) zu Hauptfigur. Er war wahrscheinlich der letzte Anführer der Contestadores. Adeodato verlegte den Sitz der Rebellenregierung ins Santa Maria-Tal, wo er ca. 5.000 Männer versammelte. Als Nahrungsmittel und Nachschub zur Neige gingen, wurde er immer rücksichtsloser in seinen Befehlen und schreckte auch vor Exekutionen derjenigen nicht zurück, die eine Übergabe befürworteten.
Die Rebellen wurden komplett eingekreist und interne Kämpfe führten zu weiterer Schwächung. Am 8. Februar 1915 erreichte eine Kolonne aus dem Süden unter Lt. Col. Estillac Santa Maria. Die Attacke forderte bei den Regierungstruppen 30 Tote und 40 verwundete. Neue Attacken und Rückzüge folgten in den nächsten Tagen.
Am 28. März 1915 führte Captain Tertuliano Potyguara 710 Männer aus der Stadt Reinchardt nach Santa Maria, wobei er 24 Männer verlor. Nach mehreren Attacken wurde die spirituelle Anführerin, Maria Rosa, am Ufer des Rio Caçador getötet. Am 3. April rückten Estillacs und Potyguaras Truppen zum letzten Angriff auf Santa Maria vor, wo noch immer einige der ausgehungerten Rebellen lebten.
Am 5. April, nach der finalen Attacke auf Santa Maria, schrieb General Estillac, dass „alles zerstört wurde, die geschätzte Anzahl von zerstörten Häusern lag bei 5000 (…) Frauen, die zusammen mit den Männern kämpften wurden getötet (…) die Zahl der Irregulären, die getötet wurden liegt bei 600. Die Dörfer von Caçador und Santa Maria wurden vernichtet. Ich kann nicht garantieren, dass alle solche Banditen, die am Contestado teilgenommen haben, verschwunden sind, aber die Mission, die der Armee aufgetragen wurde, ist jetzt erfüllt.“ Die überlebenden Rebellen zerstreuten sich und zogen in andere Städte und Regionen.
Im Dezember 1915 wurde das letzte Rebellendorf von Gen. Setembrinos Truppen zerstört. Adeodato konnte entkommen und versteckte sich in den Wäldern. Im August 1916 konnte auch er verhaftet werden.
Adeodato wurde zu 30 Jahren Haft verurteilt. 1923, weniger als sieben Jahre später jedoch, wurde er von einem Gefängnisaufseher getötet, angeblich bei einem Fluchtversuch.
Am 12. Oktober 1916 unterzeichneten die Gouverneure Filipe Schmidt (Santa Catarina) und Afonso de Camargo (Paraná) eine Einigung und die Stadt Campos do Irani wurde in Concordia umbenannt.

## Statistik
- Kampfgebiet: 20.000 km²
- Bevölkerung im umkämpften Gebiet: ~ 40.000
- Betroffene Kommunen
  - in Paraná: Rio Negro, União da Vitória, Palmas
  - in Santa Catarina: Itaiópolis, Lages, Curitibanos, Campos Novos, Canoinhas, Timbó, Três Barras

## Unruhen im Umfeld & Direkte Folgen
- Rechtsstreitigkeiten zwischen Santa Catarina und Paraná ab 1900.
- Gerichtliche Entscheidungen des Supremo Tribunal Federal zugunsten von Santa Catarina 1904, 1909, 1910.
- Revolte von Demétrio Ramos im Gebiet von Timbó, 1905–06.
- Bau der Eisenbahnlinie São Paulo-Rio Grande, 1908–10.
- Gründung der Kommunen Canoinhas und Itaiópolis (Santa Catarina), Três Barras und Timbó (Paraná).
- Gründung der Southern Brazil Lumber & Colonization in Calmon (1908) und in Três Barras (1912).
- Bau der Strecke nach São Francisco ab 1911.
- 1911: Revolte von Aleixo Gonçalves de Lima in Canoinhas
- 1910–1912: Landfrage zwischen Fazenda Irani und Cia. Frigorífica e Pastoril

- 20. Oktober 1916: Unterzeichnung des Grenzvertrages von Paraná-Santa Catarina, in Rio de Janeiro;
- 7. November 1916: Proteste der Gemeinden von Contestado-Paranaense gegen den Vertrag;
- Mai – August 1917: Volksaufstand in Contestado-Paraná, für einen Estado das Missões;
- Mai & Juni 1917: Aufstieg und Ermordung des Mönchs Jesus Nazareno;
- 3. August 1917: endgültige Ratifizierung des Grenzabkommens;
- September 1917: Gründung der Kommunen Mafra, Joaçaba (früher Vila de Cruzeiro) und Porto União;
- 1918: Beginn einer Neubesiedlung des Centro-Oeste von Santa Catarina durch private Unternehmen;
- Januar und Mai 1920: Revolten in Erval und Cruzeiro;
- März 1921: Revolte der Caboclos gegen Landvermessungen zwischen Catanduvas und Capinzal.